# 門脇孝
門脇 孝（かどわき たかし、1952年 - ）は、日本の医学者。東京大学大学院医学系研究科教授などを経て、虎の門病院長。専門は内科学、糖尿病学。アディポネクチン受容体AdipoR1およびAdipoR2の研究をリードしてきたとされる。 青森県八戸市出身。

## 経歴
- 1971年 - 東京教育大学附属駒場高等学校卒業
- 1978年 - 東京大学医学部医学科卒業
- 1980年 - 東京大学医学部第三内科医員（小坂樹徳教授）
- 1986年
  - 東京大学医学部第三内科助手（高久史麿教授）
  - アメリカ国立衛生研究所糖尿病部門客員研究員（ - 1990年）
- 1990年 - 東京大学医学部第三内科助手
- 1996年 - 東京大学医学部第三内科講師
- 1997年 - 東京大学より博士（医学）の学位を取得、学位論文は「ミトコンドリア遺伝子異常による糖尿病 -新しい糖尿病亜型の同定」
- 1998年 - 東京大学大学院医学系研究科糖尿病・代謝内科講師
- 2001年 - 東京大学大学院医学系研究科糖尿病・代謝内科助教授
- 2003年 - 東京大学大学院医学系研究科糖尿病・代謝内科教授（～2018年）
- 2011年 - 東京大学医学部附属病院病院長（～2015年）
- 2018年
  - 東京大学大学院医学系研究科・朝日生命保険相互会社 社会連携講座「糖尿病・生活習慣病予防講座」特任研究員[4]
  - 4月 帝京大学医学部附属溝口病院 病態栄養学講座常勤客員教授
  - 6月 東京大学大学院医学系研究科・朝日生命保険相互会社 社会連携講座「糖尿病・生活習慣病予防講座」特任教授[5]
- 2020年4月 - 虎の門病院長
- 2023年11月 - 日本医学会会長

## 論文に関する調査
2014年頃から論文の告発をされるようになり、国会でも何度か取り上げられたが、調査の結果、いずれも不正は認められていない 。

## 受賞歴
- 2001年 ベルツ賞2等賞
- 2002年 持田記念学術賞
- 2004年 高峰記念第一三共賞
- 2007年 上原賞
- 2010年 紫綬褒章[16]
- 2011年 武田医学賞
- 2013年 日本学士院賞
- 2018年 藤原賞

## 自伝
- 医学のすすめ：すべては患者の幸せと医療の発展のために（西村書店、2016年、ISBN 978-4890137497）